# 皮克靈 (密蘇里州)
皮克靈（英語：Pickering）是位於美國密蘇里州諾德韋縣的村。

## 人口
根據2020年美國人口普查的數據，皮克靈的面積為0.44平方千米，皆為陸地。當地共有人口149人，而人口密度為每平方千米339人。